# Измама
Измамата е въвеждане и/или поддържане на заблуда у някого с користни подбуди. Измамата е престъпление против собствеността. Като заемка от руски в българския език за измама се използва и думата мошеничество.
Като юридически термин Схема за измама (англ. Fraud) представлява машинация, прилагана умишлено с цел осигуряване на неправомерни и нечестни доходи. Като юридическо тълкуване измамата представлява едновременно както закононарушение (т.е. жертвата на измама може да заведе иск срещу извършителя за предотвратяване на текуща измама и/или за плащане на парична компенсация с/у нанесени щети), така и престъпление от общ характер (т.е. извършителят може да бъде обвинен, осъден и вкаран в затвора от съдебните власти). Обект на измама в общия случай е измама с пари или ценности на хора или на организации, като в някои случаи измамата може да представлява придобиване на облаги без фактически да са ограбени пари и ценности от някого, като напр. придобиване на шофьорска книжка чрез подаване на неверни, непълни, неточни или подправени данни и показания, посочени в молбата за издаване на книжка.